# Operation7
Operation7 est un jeu vidéo de tir à la première personne multijoueur en ligne, développé par Alianbridge et publié par MGame. Ce jeu est un free-to-play, mais il est possible de payer des Mcash (monnaie virtuelle) pour obtenir plus d'équipement en jeu. Operation7 est diffusé dans le monde via différentes versions dont la version européenne, coréenne, américaine, latino-américaine, brésilienne, russe et japonaise.
Operation7 est lancé en Europe en juillet 2009 par l'éditeur allemand FIAA,, puis est repris en décembre 2011 par More-Than-Gaming. Les serveurs pour le marché européen sont mis hors service le28 décembre 2018, rendant le jeu injouable.

## Système de jeu
Operation7 est un jeu en ligne et les salles de jeu sont hébergées gratuitement dès leur création sur les serveurs . Différents serveurs répartissent les joueurs par niveau, à savoir le l'union Beginer pour le niveau de 1 à 5, l'union Rookie pour le niveau de 1 à 10 et l'union Charles accessible par tout niveau. Il existe également des serveurs dédiés aux matchs par équipe, l'union Clan et l'union Cup.
Lors de la création d'une salle, il est possible de choisir différentes options :
- Le choix du nom de la salle, ainsi que d'un mot de passe.
- La carte de jeu : Operation7 dispose actuellement plus de 40 cartes jouables. Une nouvelle carte est publiée tous les mois environ.
- L'heure à laquelle la carte est jouée. Il est possible de jouer les mêmes cartes de jour comme de nuit, ou encore avec ou sans neige.
- Le mode de jeu : 5 modes de jeu sont disponibles, à savoir le Head Hunting, Deathmatch, Survival, Demolition, Hold the line et plus récemment le Gold Rush [4]
- La durée du match : 10/20 minutes pour un Deathmatch et GoldRush, 2/3 minutes pour les autres modes de jeu.
- Les conditions pour gagner : éliminer 50/100/200 ennemis pour le DeatMatch, ou encore le nombre de victoires (6, 8 ou 10) par équipe pour les autres modes de jeu.
- Le type de respawn, conditionnel ou en base.
- Le nombre maximum de joueurs autorisés dans la salle : 12, 16 ou 24 joueurs.
- Le choix des armes autorisées : il est possible de jouer uniquement (de façon cumulée) en arme secondaire, au sniper, sans grenade, au couteau ou encore en mêlée.
- Ainsi que d'autres options complémentaires comme le Friendly Fire, le Break in, l'Auto Team.

### Modes de jeu

#### DeathMatch
La victoire d'un match en mode de jeu Deathmatch est attribuée à la première équipe atteignant un nombre d'élimination sur une durée déterminée, prédéfinie lors de la création de la salle. Il y a trois paliers possibles, 50, 100 et 200 éliminations. Si aucune des équipes n'atteint ce nombre d'élimination à la fin du temps imparti, l'équipe ayant effectué le plus d'élimination remporte le match. En cas d'égalité, c'est le First kill qui détermine la victoire.

#### Survival
Le mode de jeu Survival se joue sur 6, 8 ou 10 points. Pour chaque round d'une durée de 2, 3 ou 4 minutes, le dernier survivant fait remporter 1 point à son équipe.
Si, à la fin du temps imparti, plusieurs joueurs sont encore en vie, c'est l'équipe qui possède le plus de joueur survivants qui remporte le point. En cas d'égalité, c'est le First kill qui détermine la victoire.

#### Head Hunting
En mode de jeu Head hunting, chaque équipe est dirigée par un général, pouvant lui-même fournir des munitions et des soins à ses équipiers. Le but du jeu est d'éliminer le général adverse. Après 6, 8 ou 10 éliminations du général adverse suivant la configuration de la salle, le match est remporté.
Les éliminations d'autres joueurs sont possibles mais ne sont pas prises en compte pour la détermination d'une victoire de match.

#### Hold the line
Cinq drapeaux sont répartis sur la carte en mode Hold the line. Le but de ce mode est de capturer un maximum de drapeaux sur une période prédéfinie de 2,3 ou 4 minutes. L'équipe remportant le match est celle qui atteint 6, 8 ou 10 points suivant la configuration de la salle. Comme pour le Head Hunting, les éliminations sont possibles mais ne sont pas prises en compte pour la détermination d'une victoire de match.

#### Gold Rush
Les joueurs sont répartis entre deux équipes : l'une protégeant un coffre-fort et l'autre ayant pour but de lui dérober 5 sacs d'argent, et de les déposer dans un camion. L'équipe ayant réussi à garder le plus de sacs dans son camp au bout de 20 minutes (coffre ou camion) remporte le match.
S'il est tué, un joueur qui transportait un sac le laisse tomber à même le sol.